# Mezistátní utkání české hokejové reprezentace v sezóně 1995/1996
Mezistátních utkání české hokejové reprezentace v sezóně 1995/1996 bylo celkem 32 s celkovou bilancí 19 vítězství, 3 remízy a 10 porážek. Nejprve odehrála reprezentace 3 zápasy na Pragobanka Cupu 1995, poté 3 zápasy na Deutschland Cupu 1995, celkem 7 utkání na Karjala Cupu 1995 a Ceně Izvestijí 1995, 3 zápasy na Švédských hokejových hrách 1996. Následovalo 8 přátelských zápasů a pak 8 zápasů na Mistrovství světa v ledním hokeji 1996.

## Přehled mezistátních zápasů
| Pořadí | Datum        |       | Výsledek                       | Soupeř    | Soutěž                       | Místo utkání     |
| ------ | ------------ | ----- | ------------------------------ | --------- | ---------------------------- | ---------------- |
| 1235.  | 31. 8. 1995  | Česko | 4 : 1 (1:0, 2:0, 1:1)          | Rusko     | Pragobanka Cup 1995          | Zlín             |
| 1236.  | 2. 9. 1995   | Česko | 8 : 2 (5:1, 2:1, 1:0)          | Slovensko | Pragobanka Cup 1995          | Zlín             |
| 1237.  | 3. 9. 1995   | Česko | 1 : 3 (1:0, 0:2, 0:1)          | Švédsko   | Pragobanka Cup 1995          | Zlín             |
| 1238.  | 3. 11. 1995  | Česko | 6 : 7 (1:3, 2:1, 3:3)          | Finsko    | Deutschland Cup 1995         | Stuttgart        |
| 1239.  | 4. 11. 1995  | Česko | 3 : 0 (0:0, 0:0, 3:0)          | Švédsko   | Deutschland Cup 1995         | Stuttgart        |
| 1240.  | 5. 11. 1995  | Česko | 1 : 2 pp (0:0, 1:0, 0:1 – 0:1) | Německo   | Deutschland Cup 1995         | Stuttgart        |
| 1241.  | 16. 12. 1995 | Česko | 1 : 2 (0:0, 0:2, 1:0)          | Švédsko   | Christmas Cup 1995           | Helsinky         |
| 1242.  | 17. 12. 1995 | Česko | 3 : 5 (0:2, 1:0, 2:3)          | Finsko    | Christmas Cup 1995           | Helsinky         |
| 1243.  | 17. 12. 1995 | Česko | 2 : 6 (1:2, 0:1, 1:3)          | Rusko     | Cena Izvestijí 1995          | Moskva           |
| 1244.  | 18. 12. 1995 | Česko | 2 : 3 (0:2, 1:1, 1:0)          | Francie   | Christmas Cup 1995           | Helsinky         |
| 1245.  | 18. 12. 1995 | Česko | 5 : 1 (2:0, 2:0, 1:1)          | Švédsko   | Cena Izvestijí 1995          | Moskva           |
| 1246.  | 20. 12. 1995 | Česko | 6 : 6 (1:2, 1:1, 4:3)          | Kanada    | Cena Izvestijí 1995          | Moskva           |
| 1247.  | 21. 12. 1995 | Česko | 1 : 0 (0:0, 0:0, 1:0)          | Finsko    | Cena Izvestijí 1995          | Moskva           |
| 1248.  | 8. 2. 1996   | Česko | 6 : 2 (2:1, 2:0, 2:1)          | Rusko     | Švédské hokejové hry 1996    | Stockholm        |
| 1249.  | 10. 2. 1996  | Česko | 6 : 1 (1:0, 3:0, 2:1)          | Kanada    | Švédské hokejové hry 1996    | Stockholm        |
| 1250.  | 11. 2. 1996  | Česko | 2 : 3 (1:0, 1:0, 0:3)          | Švédsko   | Švédské hokejové hry 1996    | Stockholm        |
| 1251.  | 21. 3. 1996  | Česko | 9 : 1 (4:0, 2:1, 3:0)          | Německo   | přátelsky                    | Amberg           |
| 1252.  | 22. 3. 1996  | Česko | 3 : 6 (1:2, 1:2, 1:2)          | Německo   | přátelsky                    | Deggendorf       |
| 1253.  | 23. 3. 1996  | Česko | 6 : 2 (2:0, 3:0, 1:2)          | Německo   | přátelsky                    | Bayreuth         |
| 1254.  | 4. 4. 1996   | Česko | 5 : 2 (1:0, 2:1, 2:1)          | Německo   | přátelsky                    | Pardubice        |
| 1255.  | 5. 4. 1996   | Česko | 4 : 3 (1:1, 2:1, 1:1)          | Německo   | přátelsky                    | Nymburk          |
| 1256.  | 10. 4. 1996  | Česko | 3 : 3 (2:1, 1:1, 0:1)          | Švédsko   | přátelsky                    | Stockholm        |
| 1257.  | 11. 4. 1996  | Česko | 3 : 7 (0:4, 2:2, 1:1)          | Švédsko   | přátelsky                    | Luleå            |
| 1258.  | 18. 4. 1996  | Česko | 6 : 3 (2:0, 2:1, 2:2)          | Kanada    | přátelsky                    | České Budějovice |
| 1259.  | 21. 4. 1996  | Česko | 3 : 1 (0:0, 0:0, 3:1)          | Švédsko   | Mistrovství světa 1996 (ZS)  | Vídeň            |
| 1260.  | 23. 4. 1996  | Česko | 4 : 2 (1:0, 2:1, 1:1)          | Finsko    | Mistrovství světa 1996 (ZS)  | Vídeň            |
| 1261.  | 24. 4. 1996  | Česko | 2 : 2 (1:1, 0:1, 1:0)          | Norsko    | Mistrovství světa 1996 (ZS)  | Vídeň            |
| 1262.  | 27. 4. 1996  | Česko | 9 : 2 (2:1, 6:0, 1:1)          | Francie   | Mistrovství světa 1996 (ZS)  | Vídeň            |
| 1263.  | 28. 4. 1996  | Česko | 9 : 5 (2:1, 3:2, 4:2)          | Itálie    | Mistrovství světa 1996 (ZS)  | Vídeň            |
| 1264.  | 1. 5. 1996   | Česko | 6 : 1 (2:0, 1:0, 3:1)          | Německo   | Mistrovství světa 1996 (ČTF) | Vídeň            |
| 1265.  | 3. 5. 1996   | Česko | 5 : 0 (3:0, 0:0, 2:0)          | USA       | Mistrovství světa 1996 (SMF) | Vídeň            |
| 1266.  | 5. 5. 1996   | Česko | 4 : 2 (1:1, 1:1, 2:0)          | Kanada    | Mistrovství světa 1996 (FIN) | Vídeň            |

## Bilance sezóny 1995/96
| Soupeř    | Zápasy | Výhry | Remízy | Prohry | Skóre  |
| --------- | ------ | ----- | ------ | ------ | ------ |
| Finsko    | 4      | 2     | 0      | 2      | 14:14  |
| Francie   | 2      | 1     | 0      | 1      | 11:5   |
| Itálie    | 1      | 1     | 0      | 0      | 9:5    |
| Kanada    | 4      | 3     | 1      | 0      | 22:12  |
| Německo   | 7      | 5     | 0      | 2      | 34:17  |
| Norsko    | 1      | 0     | 1      | 0      | 2:2    |
| Rusko     | 3      | 2     | 0      | 1      | 13:9   |
| Slovensko | 1      | 1     | 0      | 0      | 8:2    |
| Švédsko   | 8      | 3     | 1      | 4      | 21:20  |
| USA       | 1      | 1     | 0      | 0      | 5:0    |
| Celkem    | 32     | 19    | 3      | 10     | 139:86 |

- Na konci prosince 1995 se konaly ve stejnou dobu Vánoční turnaj v Helsinkách a Cena Izvěstijí Moskvě. Reprezentace se zúčastnila obou turnajů. Tým byl rozdělen na dvě části, jedna pod trenérem Bukačem odjela do Helsinek, druhá pod trenérem Uhrem odjela do Moskvy na cenu Izvěstijí. Zápasy z obou turnajů se považují za oficiální.
- Dne 21.12 1995 sa zápas Česko – Fínsko finská strana nepočítá mezi oficiální (hrálo Finsko "B")

## Přátelské mezistátní zápasy
Česko –  Německo 9:1 (4:0, 2:1, 3:0)
21. března 1996 – Amberg

Branky Česko: 5. Martin Procházka, 6. Vladimír Vůjtek, 10. Viktor Ujčík, 11. Jaromír Kverka, 26. Otakar Vejvoda, 29. Jaromír Kverka, 45. Heš, 47. Kukačka, 48. Roman Meluzín

Branky Německa: 25. Keller.

Rozhodčí: Bertolotti (SUI) – Aumüler, Sorenger (GER)

Vyloučení: 6:6 (4:0)

Diváků: 2 500
Česko: Roman Turek – Kowalczyk, Heš, Kadlec, Martin Štěpánek, Šmíd, Boháček – Vladimír Vůjtek, Robert Reichel, Viktor Ujčík – Otakar Vejvoda, Pavel Patera, Martin Procházka – Petrovka, Jaromír Kverka, Kukačka – Bruk, Zajíc, Roman Meluzín.
Německo: Pethke (Solbach) – Mayer, Nowak, Kunce, Simon, Goldmann, Wieland, Kraus, Curth – Schneider, Martin Reichel, Benda – Gehring, Hecht, Keller – Feser, Vozar, Kropf – Musial, Boos, Schertz.

 Česko –  Německo	3:6 (1:2, 1:2, 1:2)
22. března 1996 – Deggendorf	

Branky Česko: 6. Robert Reichel, 38. Martin Procházka, 57. Robert Reichel

Branky Německa: 3. Schertz, 11. Keller, 28. Goldmann, 37. a 48. Keller, 49. Boos.

Rozhodčí: Bertolotti (SUI) – Aumüller, Hascher (GER)

Vyloučení: 8:8 (1:2)

Diváků: 2 900
Česko: Milan Hnilička – Kowalczyk, Heš, Kadlec, Martin Štěpánek, Šmíd, Boháček – Vladimír Vůjtek, Robert Reichel, Viktor Ujčík – Otakar Vejvoda, Pavel Patera, M. Procházka – M. Okál, Jaromír Kverka, Kukačka – Bruk, Zajíc, Roman Meluzín – Petrovka.
Německo: Solbach (Döhler) – Molling, Nowak, Goldmann, Wieland, Kunce, Simon, Curth, Brüggemann – Schneider, Martin Reichel, Benda – Feser, Hecht, Keller – Kehle, Boos, Hölscher – Schertz, Vozar, Kropf.

 Česko –  Německo	6:2 (2:0, 3:0, 1:2)
23. března 1996 – Bayereuth	

Branky Česko: 2. Pavel Patera, 5. Robert Reichel, 30. Jaromír Kverka, 31. Viktor Ujčík, 34. Kadlec, 44. Petrovka 

Branky Německa: 46. Schertz, 47. Hecht.

Rozhodčí: Bertoloti (SUI) – Breiter, Riepl (GER)

Vyloučení: 4:7 (3:1)

Diváků: 4 500
Česko: Roman Turek – Kowalczyk, Heš, kadlec, Martin Štěpánek, Šmíd, Boháček – Viktor Ujčík, Robert Reichel, Roman Meluzín – Otakar Vejvoda, Pavel Patera, Martin Procházka – Vladimír Vůjtek, Jaromír Kverka, Kukačka – Bruk, Zajíc, Petrovka.
Německo: Döhler (Solbach) – Molling, Nowak, Goldmann, Brüggemann, Kunce, Simon, Mayer, Curth – Schneider, Martin Reichel, Benda – Feser, Hecht, Schertz – Kraus, Vozar, Musial – Kehle, Hölscher.

 Česko –  Německo	5:2 (1:0, 2:1, 2:1)
4. dubna 1996 – Pardubice	

Branky Česko: 14. Viktor Ujčík, 37. Heš, 40. a 56. Pavel Patera, 60. Robert Reichel

Branky Německa: 34. Nowak, 45. Hilger.

Rozhodčí: Korentschnig (AUT) – Český, Barvíř (CZE)

Vyloučení: 3:5 + Schertz na 10 min.

Diváků: 3 882
Česko: Roman Turek – Antonín Stavjaňa, Jiří Veber, František Kaberle, Martin Štěpánek, Jiří Vykoukal, Libor Zábranský, Kowalczyk, Heš – Robert Kysela, Robert Reichel, Tomáš Vlasák – Otakar Vejvoda, Pavel Patera, Martin Procházka – Viktor Ujčík, Štrba, Roman Meluzín – Vladimír Vůjtek, Radek Bělohlav, David Výborný.
Německo: Merk – S. Meyer, Nowak, Goldmann, Simon, Molling, Wieland, Curth, Brüggemann – Schneider, Benda, Hilger – Handrick, Schertz, Brezina – Brittig, Martin Reichel, J. Rumrich – Feser, Hölscher, Keller.

 Česko –  Německo	4:3 (1:1, 2:1, 1:1)
5. dubna 1996 – Nymburk		

Branky Česko: 13. Robert Reichel, 23. Jiří Veber, 31. Otakar Vejvoda, 56. Robert Reichel

Branky Německa: 8. Feser, 36. Hendrich, 52. Rumrich.

Rozhodčí: Korentschnig (AUT) – Český, Padevět (CZE)

Vyloučení: 8:9 (1:0) + Benda na 5 min a do konce utkání.

Diváků: 2 300
Česko: Roman Čechmánek – Jiří Vykoukal, Libor Zábranský, Antonín Stavjaňa, Jiří Veber, František Kaberle, Martin Štěpánek, Kowalczyk, Heš – Viktor Ujčík, Robert Reichel, Roman Meluzín – Vladimír Vůjtek, Jiří Dopita, David Výborný – Otakar Vejvoda, Pavel Patera, Martin Procházka – Robert Kysela, Radek Bělohlav, Tomáš Vlasák.
Německo: Merk – S. Meyer, Bresagk, Goldmann, Simon, Molling, Wieland, Curth, Brüggemann – Schneider, Martin Reichel, Hilger – Feser, Schertz, Britig – J. Rumrich, Benda, Keller – Handrick, Hölscher, Brezina.

 Česko –  Švédsko 	3:3 (2:1, 1:1, 0:1)
10. dubna 1996 – Stockholm	

Branky Česko: 8. Otakar Vejvoda, 13. Robert Kysela, 38. Martin Procházka

Branky Švédska: 16. Karlsson, 28. M. Johansson, 59. Gustafsson.

Rozhodčí: Lichtnecker (GER) –Rönnmark, Danielsson (SWE)

Vyloučení: 3:2

Diváků: 3 400
Česko: Roman Turek – Kadlec, František Kaberle, Antonín Stavjaňa, Jiří Veber, Bedřich Ščerban, Martin Štěpánek, Jiří Vykoukal, Libor Zábranský, Kowalczyk – Otakar Vejvoda, Pavel Patera, Martin Procházka – Vladimír Vůjtek, Jiří Dopita, David Výborný – Robert Kysela, Robert Reichel, Chlubna – Viktor Ujčík, Kučera, Roman Meluzín – Radek Bělohlav.
Švédsko: Östlund – Sjödin, H. Jonsson, Kennholt, Gustafsson, R. Sundin, R. Johannson – Bergqvist, P.E. Eklund, Holmström – Forslund, Strandberg, Svartvadet – Modin, J. Jönsson, Dackell – A. Huusko, M. Johansson, Karlsson.

 Česko –  Švédsko 	3:7 (0:4, 2:2, 1:1)
11. dubna 1996 – Lulea	

Branky Česko: 25. Viktor Ujčík, 40. Jiří Dopita, 47. Pavel Patera

Branky Švédska: 12. H. Jonsson, 14. Forslund, 14. Dackell, 18. A. Huusko, 24. Modin, 37. H. Jonsson, 56. Bergqvist.

Rozhodčí: Lichtnecker (GER) – Lidman, Rönnmark (SWE)

Vyloučení: 3:3 (1:0)

Diváků: 4 200
Česko: Roman Čechmánek (18. Roman Turek) – Kadlec, František Kaberle, Antonín Stavjaňa, Jiří Veber, Bedřich Ščerban, Martin Štěpánek, Jiří Vykoukal, Libor Zábranský – Otakar Vejvoda, Pavel Patera, Martin Procházka – Vladimír Vůjtek, Jiří Dopita, Tomáš Vlasák – Robert Kysela, Robert Reichel, Roman Meluzín – Viktor Ujčík, Kučera, Radek Bělohlav.
Švédsko: Ahl – Sjödin, H. Jonsson, Öhlund, Gustafsson, R. Sundin, R. Johansson – Bergqvist, P.E. Eklund, Holmström – Forslund, J. Jönsson, Svartvadet – Modin, Larsson, Dackell – A. Huusko, Strandberg, Karlsson.

 Česko –  Kanada	6:3 (2:0, 2:1, 2:2)
18. dubna 1996 – České Budějovice	

Branky Česko: 8. Otakar Vejvoda, 10. Viktor Ujčík, 28. Robert Reichel, 36. Radek Bělohlav, 56. František Kaberle, 58. Michal Sýkora

Branky Kanady: 37. a 46. Dawe, 60. Friesen.

Rozhodčí: Müller (GER) – Brázdil, Halas (CZE)

Vyloučení: 1:4 (2:0)

Diváků: 7 100
Česko: Roman Turek – Antonín Stavjaňa, Jiří Veber, Michal Sýkora, Stanislav Neckář, Jiří Vykoukal, Libor Zábranský, Kadlec, František Kaberle, Bedřich Ščerban – Radek Bonk, Jiří Dopita, David Výborný – Robert Kysela, Robert Reichel, Robert Lang – Viktor Ujčík, Kučera, Roman Meluzín – Otakar Vejvoda, Pavel Patera, Martin Procházka – Radek Bělohlav, Vladimír Vůjtek.
Kanada: Joseph (Brodeur) – Galley, Bodger, Sydor, Richardson, Wesley, Mayer – Dawe, Ferraro, Friesen – Thomas, Jomphe, McAmmond – Buchberger, Green, May – Matsos.